# Cristiano (football, 1981)
Pour les articles homonymes, voir Cristiano.
Cristiano dos Santos Rodrigues, plus connu sous le nom de Cristiano, est un footballeur brésilien né le 3 juin 1981 à Rio de Janeiro.  Il évolue au poste d'attaquant. Il mesure 1,75 m pour 75 kg.

## Statistiques détaillées

### En club
| Saison      | Club              | Pays      | Championnat        | Championnat | Championnat |
| Saison      | Club              | Pays      | Division           | Matchs      | Buts        |
| ----------- | ----------------- | --------- | ------------------ | ----------- | ----------- |
| 1998 - 1999 | NAC Breda         | Pays-Bas  | Eredivisie         | 4           | 1           |
| 1999 - 2000 | NAC Breda         | Pays-Bas  | Eredivisie         | 13          | 3           |
| 2000 - 2001 | NAC Breda         | Pays-Bas  | Eredivisie         | 24          | 5           |
| 2001 - 2002 | NAC Breda         | Pays-Bas  | Eredivisie         | 29          | 9           |
| 2002 - 2003 | Roda JC           | Pays-Bas  | Eredivisie         | 25          | 6           |
| 2003 - 2004 | Roda JC           | Pays-Bas  | Eredivisie         | 28          | 9           |
| 2004 - 2005 | Roda JC           | Pays-Bas  | Eredivisie         | 16          | 6           |
| 2005 - 2006 | Roda JC           | Pays-Bas  | Eredivisie         | 30          | 13          |
| 2006 - 2007 | FC Bâle           | Suisse    | Axpo Super League  | 7           | 1           |
| 2006 - 2007 | Willem II Tilburg | Pays-Bas  | Eredivisie         | 12          | 5           |
| 2007 - 2008 | Willem II Tilburg | Pays-Bas  | Eredivisie         | 13          | 1           |
| 2008 - 2009 | Adélaïde United   | Australie | A-League           | 25          | 8           |
| 2009 - 2010 | Adélaïde United   | Australie | A-League           | 24          | 3           |
| 2010 - 2011 | Tarxien Rainbows  | Malte     | BOV Premier League | 20          | 7           |